# Aristolochia inflata
Aristolochia inflata är en piprankeväxtart som beskrevs av Carl Sigismund Kunth. Aristolochia inflata ingår i släktet piprankor, och familjen piprankeväxter. Inga underarter finns listade i Catalogue of Life.